# ファンタジー・スプリングス・リゾート・カジノ
座標: 北緯33度43分16秒 西経116度11分38秒 / 北緯33.721度 西経116.194度
ファンタジー・スプリングス・リゾート・カジノ（Fantasy Springs Resort Casino）は、カリフォルニア州インディオにある大型娯楽カジノ施設。リバーサイド群のカバゾン・バンド・オブ・インディアンが経営する、2004年創業のインディアン・カジノ。

## 概要
以前はインディオ・ビンゴ・パレスとして1991年に創業したインディアン・カジノで、1995年に僅か4年に閉館となってしまった。その後カバゾン・バンド・オブ・インディアンのグループがインディオ・ビンゴ・パレスの跡地を買い取り、2004年12月21日総工費2億ドルで大規模改装してファンタジー・スプリングス・リゾート・カジノとしてオープンした。